# أندرو كيلي (لاعب بولينغ)
أندرو كيلي (بالإنجليزية: Andrew Kelly) هو لاعب بولينغ نيوزيلندي، ولد في 1989 في أوامرو ‏ في نيوزيلندا.